# Александър Команов
Александър Команов е български спортист, боец и сенсей.
Бойните спортове, които практикува, са киокушин карате, кикбокс, муай тай, смесени бойни изкуства, бразилско жиу-жицу, бокс и борба. 

## Спортни постижения
Команов е удостоен със званията:
- „Спортист номер едно на Пловдив“ за 2014 г.
- „Заслужил майстор на спорта“.

Постижения в бойните спортове:
- Трикратен световен шампион по карате киокушин – 2012, 2014, 2017.
- Двукратен вицесветовен шампион – 2013, 2015.
- Трикратен шампион на Япония – 2012, 2013, 2014.
- Седемкратен европейски шампион – 2007, два пъти през 2011 г. (в теглова и отворена категория), 2013, 2014, 2015, 2016.
- Двукратен вицеевропейски шампион – 2009, 2012.
- Двукратен бронзов медалист от европейски първенства – 2009, 2012.
- Вицеазиатски шампион – 2011.
- Шампион на Австрия – 2011.
- Шампион на Испания – 2010.
- Балкански шампион – 2010, 2019.
- Десеткратен републикански шампион на България.
- Петкратен призьор за „Най-техничен състезател“.
- Двукратен носител на наградата за „Най-добро тамишивари“.
- Двукратен носител на наградата за „Най-висок боен дух“.[1]

Участия в ММА:
- Актив: 3 победи – 0 загуби (всички победи с нокаут).[2]

През 2012 г. побеждава бодигарда на Владимир Путин – Сергей Осипов, в среща на световно първенство по шинкен шобу.

## Треньорска дейност
След края на активната си състезателна кариера Александър Команов се посвещава на треньорска дейност, като е главен треньор в Спортен карате клуб „Боец“ в град Пловдив, под чието ръководство клубът е подготвил множество шампиони и медалисти от национални, международни и световни първенства.